# 長島伸一
長島伸一（ながしま しんいち、1947年5月4日 - ）は、西洋史学者、長野大学名誉教授。19世紀英国史が専門。

## 来歴
神奈川県横浜市生まれ。1970年、上智大学文学部新聞学科卒業。1972年、法政大学経済学部経済学科卒業。1982年、同大学院社会科学研究科経済学専攻博士課程単位取得満期退学。1987年、『世紀末までの大英帝国』でサントリー学芸賞受賞。1990年、長野大学産業社会学部助教授、1995年、教授。産業社会学部長、環境ツーリズム学部教授、企業情報学部教授を歴任。2016年、退職。

## 著書

### 単著
- 『世紀末までの大英帝国 近代イギリス社会生活史素描』法政大学出版局（叢書・現代の社会科学）、1987年
- 『大英帝国 最盛期イギリスの社会史』講談社現代新書、1989年
- 『ナイチンゲール』岩波ジュニア新書、1993年

### 共著
- 『自由大学運動の遺産と継承 90周年記念集会の報告』大槻宏樹、村田晶子共編、前野書店、2012年

## 論文
- 長島伸一